# Kily González
Pour les articles homonymes, voir González.
Cristian Alberto González, plus connu sous le nom de Kily González (né le 4 août 1974 à Rosario en Argentine) est un footballeur argentin devenu entraîneur. 
Il joue au poste de milieu de terrain, sur l'aile gauche. International argentin (56 sélections).

## Biographie
Il a connu ses heures de gloire lorsqu'il évolua avec le Valence CF avec lequel il atteignit deux fois la finale de Ligue des Champions en 2000 et 2001 et fut sacré Champion d'Espagne en 2002. En revanche, son passage par la suite à l'Inter Milan fut beaucoup moins concluant. 
Depuis son départ de l'Inter en 2006, il est retourné en Argentine notamment dans le club de sa ville natale le Rosario Central. Il met un terme à sa carrière en juin 2011. Cependant, à l'été 2014, à l'âge de 40 ans, il rechausse les crampons et rejoint les rangs du Crucero del Norte de Posadas qui évolue en D2 argentine. 
Le 24 juin 2020, il est nommé entraîneur de Rosario Central. 

## Palmarès
- Champion Olympique : 2004 (Argentine).
- Finaliste de la Copa America : 2004 (Argentine).
- Champion d'Espagne : 2002 (Valence CF).
- Finaliste de la Ligue des champions : 2000 et 2001 (Valence CF).
- Vainqueur de la Coupe d'Italie : 2005 et 2006 (Inter Milan).
- Champion d'Italie : 2006 (Inter Milan).